# Tudor Ratiu

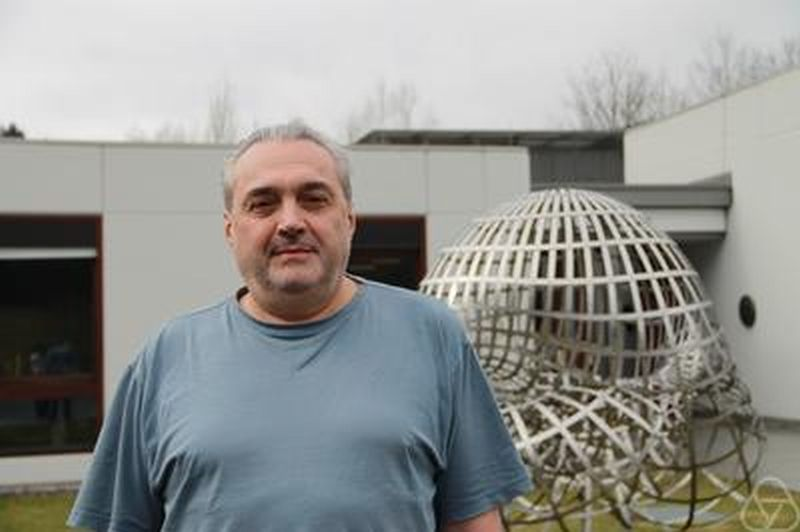
Tudor Ratiu, Oberwolfach 2013

Tudor S. Ratiu (* 18. März 1950 in Timișoara) ist ein rumänisch-US-amerikanischer Mathematiker, der sich mit geometrischer Analysis und Dynamischen Systemen befasst.
Ratiu studierte an der Universität Timisoara mit dem Diplom-Abschluss 1974 und wurde 1980 bei Jerrold Marsden an der University of California, Berkeley, promoviert (Euler-Poisson Equations on Lie Algebras). Danach war er Assistant Professor an der University of Michigan in Ann Arbor, ab 1983 Associate Professor an der University of Arizona in Tucson und ab 1987 Professor für Mathematik an der University of California, Santa Cruz. Nach der Emeritierung wurde er Professor an der École polytechnique fédérale de Lausanne (EPFL).
Er befasst sich mit geometrischen Aspekten der Mechanik (von Teilchensystemen und Kontinuumsmechanik) und damit zusammenhängend symplektischer Geometrie, unendlich dimensionalen Liegruppen, Bifurkatonstheorie und globaler Analysis. Die Themen bildeten auch schon den Schwerpunkt der Berkeley-Gruppe um Marsden und Alan Weinstein, mit denen er zusammenarbeitete.
Er ist Fellow der American Mathematical Society (AMS). Von 1984 bis 1987 war er Sloan Research Fellow. 1994/95 war er als Fulbright Scholar am IHES und 1994 Miller-Professor in Berkeley. Für das Buch Hamiltonian Singular Reduction erhielten er und Juan-Pablo Orteaga 2000 den Ferran-Sunyer-i-Balaguer-Preis. Seit 2019 ist Ratiu Mitglied der Academia Europaea.
Er ist seit 1978 verheiratet und hat drei Kinder.

## Schriften
- mit Adrian Albu: Acţiuni diferenţiabile de grupuri Lie compacte (= Monografii matematice. 5, ZDB-ID 254431-3). Universitatea din Timişoara – Facultatea de Ştiinţe ale Naturii, Timișoara 1975, (rumänisch; Differenzierbare Wirkungen kompakter Liegruppen.).
- mit Mircea Craioveanu: Elemente de analiză locală (= Monografii matematice. 6, 2). Band 2. Universitatea din Timişoara – Facultatea de Ştiinţe ale Naturii, Timișoara 1976, (rumänisch; Elemente der lokalen Analysis.).
- als Herausgeber mit Peter Bernard: Turbulence Seminar. Berkeley 1976/77 (= Lecture Notes in Mathematics. 615). Springer, Berlin u. a. 1977, ISBN 3-540-08445-2.
- mit Ralph Abraham, Jerrold E. Marsden: Manifolds, Tensor Analysis and Applications (= Global Analysis, Pure and Applied. 2). Addison-Wesley, Reading MA u. a. 1983, ISBN 0-201-10168-8.
- mit Jerrold E. Marsden: Introduction to Mechanics and Symmetry. A Basic Exposition of Classical Mechanical Aystems (= Texts in Applied Mathematics. 17). Springer, New York NY u. a. 1994, ISBN 3-540-97275-7.
  - Deutsche Übersetzung: Einführung in die Mechanik und Symmetrie. Eine grundlegende Darstellung klassischer mechanischer Systeme. Springer, Berlin u. a. 2001, ISBN 3-540-67952-9.
- mit Juan-Pablo Ortega: Momentum Maps and Hamiltonian Reduction (= Progress in Mathematics. 222). Birkhäuser, Boston MA u. a. 2004, ISBN 0-8176-4307-9.
- als Herausgeber mit Jerrold E. Marsden: The Breadth of Symplectic and Poisson Geometry. Festschrift in Honor of Alan Weinstein (= Progress in Mathematics. 232). Birkhäuser, Boston MA u. a. 2005, ISBN 0-8176-3565-3.
- als Herausgeber mit James Montaldi: Geometric Mechanics and Symmetry. The Peyresq Lectures (= London Mathematical Society Lecture Notes. 306). Cambridge University Press, Cambridge u. a. 2005, ISBN 0-521-53957-9.
- mit Jerrold E. Marsden, Gerald Misiolek, Juan-Pablo Ortega, Matthew Perlmutter: Hamiltonian reduction by stages (= Lecture Notes in Mathematics. 1913). Springer, Berlin u. a. 2007, ISBN 978-3-540-72469-8.